# Пушкіногорський район
Пушкіногорський райо́н (рос. Пушкиногорский район) — муніципальне утворення у складі Псковської області, Російська Федерація.
Адміністративний центр — смт Пушкінські гори. До складу району входить 6 муніципальних утворень.

## Культура
Смт Пушкінські Гори та Пушкіногорський район невід'ємно пов'язані з ім'ям найвідомішого російського поета Олександра Пушкіна. На території району розташований музей-заповідник «Михайлівське».